# Microrregión del Litoral Sur (Río Grande del Norte)
La microrregión del Litoral Sur es una de las diecinueve microrregiones del estado brasileño del Rio Grande do Norte perteneciente a la mesorregión Este Potiguar. Su población fue estimada en 2006 por el IBGE en 121.981 habitantes y está dividida en diez municipios. Posee un área total de 1.390,325 km².

## Municipios
- Arês
- Baía Formosa
- Canguaretama
- Espírito Santo
- Goianinha
- Montanhas
- Pedro Velho
- Senador Georgino Avelino
- Tibau do Sul
- Vila Flor

- Datos: Q1111457